# Walter Passerini
Walter Passerini (Verbania, 1º agosto 1948 – Milano, 1º aprile 2025) è stato un giornalista italiano.

## Biografia
Dopo la laurea con lode, ottenuta presso la facoltà di Lettere e filosofia dell'Università Statale di Milano, diventò giornalista professionista specializzato in campo economico e fu docente universitario a contratto 
Le prime esperienze risalgono a “Mondo Economico”, “GenteMoney” e “La Stampa”: approdò poi al “Corriere della Sera”, dove restò per quasi vent'anni.
Dopo aver curato gli inserti "Corriere Soldi" e "CorrierEconomia", realizzò "Corriere Lavoro", il primo settimanale italiano sui temi del lavoro e della formazione, poi si ripeté con "Corriere Scuola" e "Corriere Università".
Dal settembre 2005 al 2008 fu caporedattore de“ Il Sole 24 Ore”, che lasciò per "Italia Oggi", dove realizzò "Io Lavoro", il primo settimanale dedicato ai professionisti delle risorse umane. Dal 2010 collaborò con "La Stampa", dove realizzò le pagine su lavoro e formazione del lunedì ("Tutto Lavoro") e gestì un blog di dialogo con i lettori.
Già vicedirettore della scuola di giornalismo "Walter Tobagi" dell'Università Statale di Milano/Ifg, collaborò, come conduttore televisivo e radiofonico, con diverse testate pubbliche e private.

## Opere principali
- Management dell'ascolto, tutto ciò che le persone e le organizzazioni devono sapere prima di comunicare e per comunicare meglio, FrancoAngeli, 2003;
- Neo-management. L'azienda e l'anima. Leader e talenti nell'era dell'incertezza, con Dell'Orto Gianni, FrancoAngeli, 2005;
- Ricomincio da me: dal lavoro dipendente al lavoro intraprendente, Etas, 2008;
- Senza Pensioni: tutto quello che dovete sapere sul vostro futuro e che nessuno osa raccontarvi*(Chiarelettere), 2011, scritto con il giornalista Ignazio Marino;
- La guerra del lavoro (BUR) 2014, scritto con il giornalista Ignazio Marino